# 法沃罗勒 (奥恩省)
法沃罗勒（法語：Faverolles，法語發音：[favʁɔl] ⓘ）是法国奥恩省的一个市镇，属于阿让唐区。

## 地理
法沃罗勒（48°40'4"N, 0°17'52"W）面积10.57 平方千米，位于法国诺曼底大区奧恩省，该省份为法国西北部内陆省份，北起顺时针与卡爾瓦多斯省、厄尔省、厄尔-卢瓦省、萨尔特省、马耶讷省和芒什省接壤。
与法沃罗勒接壤的市镇（或旧市镇、城区）包括：圣乔治达讷贝克、勒格赖、利纽、隆莱勒泰松、蒙特勒伊欧乌尔姆、拉讷、圣伊莱尔-德布里尤兹。

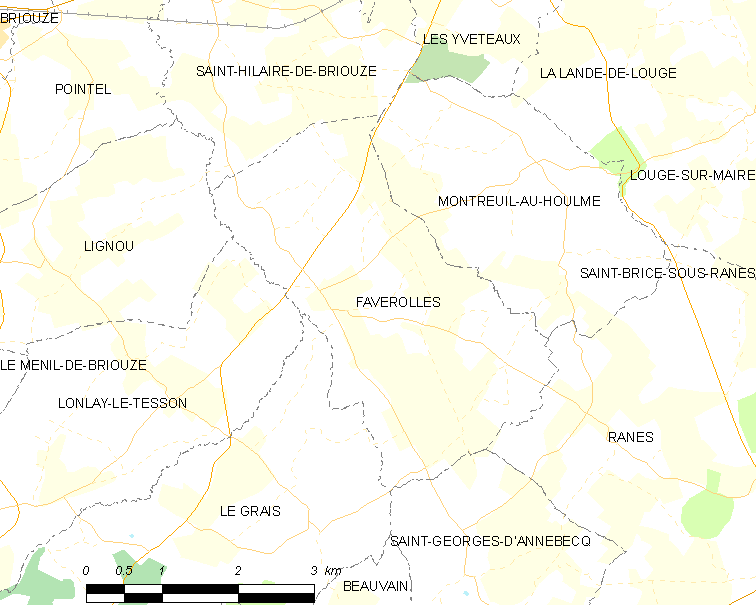
的OSM定位图

法沃罗勒的时区为UTC+01:00、UTC+02:00（夏令时）。

## 行政
法沃罗勒的邮政编码为61600，INSEE市镇编码为61158。

## 政治
法沃罗勒所属的省级选区为阿蒂斯-瓦勒德鲁夫尔县。

## 人口

1962-2008年间人口变化图示

法沃罗勒于2022年1月1日时的人口数量为132人。